# 象潟町
象潟町（きさかたまち）は、秋田県南端に位置し、日本海に面していた町。
2005年10月1日、由利郡金浦町・仁賀保町と合併してにかほ市となった。当町役場が市役所本庁舎となり、また合併後も「にかほ市象潟町」として町名が残る。

## 地理
- 山：鳥海山
- 河川：奈曽川

### 隣接していた自治体
- 秋田県
  - 由利本荘市
  - 由利郡：仁賀保町、金浦町
- 山形県
  - 飽海郡：遊佐町

## 歴史
- 平安時代 - 出羽国飽海郡雄波郷(おなみ)として成立。
- 1889年（明治22年）4月1日 - 町村制施行にともない由利郡塩越村（しおこしむら）が発足。同時に以下の2村が成立。
  - 上浜村 ← 川袋村, 関村, 西中野沢村, 洗釜村, 大砂川村, 大須郷村, 小砂川村
  - 上郷村 ← 小滝村, 本郷村, 長岡村, 横岡村, 大飯郷村
- 1896年（明治29年）9月30日 - 塩越村が町制施行・改称して象潟町となる。
  - 旧村名「塩越」は「象潟町（一〜五）丁目塩越」, 「象潟町大塩越」として現在も残る。
- 1921年（大正10年）6月15日 - 金浦町との境界変更[1]。
- 1955年（昭和30年）3月31日 - 旧象潟町と上浜村, 上郷村の2村が合併し、象潟町となる。
- 1994年（平成6年）2月28日 - 役場新庁舎にて業務開始[2]。
- 2005年（平成17年）10月1日 - 金浦町、仁賀保町と合併してにかほ市となる。

## 歴代町長
- 齋藤幸雄
- 巴金治
- 池田誠五郎
- 金巌
- 横山忠長（元町職員） - 合併後、にかほ市長に就任

## 経済

### 漁業
- 象潟漁港
- 小砂川漁港

## 教育
- 秋田県立仁賀保高等学校
- 象潟町立象潟中学校
- 象潟町立象潟小学校

## 交通

### 鉄道
- 東日本旅客鉄道
  - 羽越本線 ： 象潟駅 - 上浜駅 - 小砂川駅

### 道路
- 一般国道
  - 国道7号
- 主要地方道
  - 秋田県道58号象潟矢島線
- 一般県道
  - 秋田県道131号鳥海公園小滝線
  - 秋田県道168号象潟停車場線
  - 秋田県道289号上郷仁賀保線
  - 秋田県道312号長岡冬師城内線

## 名所・旧跡・観光スポット・祭事・催事
- 象潟（旧跡九十九島）
- 鳥海山山開き（4月）
- 象潟町祭典（5月）
- トライアスロン芭蕉レース象潟大会（7月中旬）
- きさかた「港」海の幸祭り（7月下旬）
- 日本海花火フェスティバル（8月中旬）
- 象潟海水浴場
- 小砂川海水浴場
- 象潟温泉
- 蚶満寺
- あがりこ大王
- 中島台レクリエーションの森

## 著名出身者
- 池田修三 (版画家)
- 市川雄次 (市長)
- 海老名保 (ローカルヒーロー企画)
- 惣助 (水路造成者)
- 竹内昌也 (プロ野球選手)